# 馬斯塔爾
馬斯塔爾（丹麥語：Marstal），丹麥艾爾島上的一座城鎮，艾爾市鎮的行政中心。
马斯塔尔在16世纪被建造，当时是个航运小镇。镇上的海港中有个小岛腓特烈森，岛上的码头是当地海员于1825年自愿建造的。该岛一直被用作修船厂，直到1863年被租用烧石灰。